# Verhoeven Open 2015
Das Verhoeven Open Tournament 2015 ist ein Karambolageturnier in der Disziplin Dreiband und findet vom 21. bis 26. Juli in New York, Vereinigte Staaten statt.

## Modus
In der Gruppenphase spielen zehn Gruppen mit je sieben Spielern im Round Robin gegeneinander. Die zwei Gruppenbesten und die vier besten Drittplatzierten ziehen in die Halbfinalrunde ein. Dort treffen sie auf die gesetzten Spieler Torbjörn Blomdahl (Titelverteidiger), Dick Jaspers, Eddy Merckx, Frédéric Caudron, Raymond Ceulemans und Marco Zanetti, der nach zehnjähriger Pause zum ersten Mal wieder in New York antritt.
Im Halbfinale wird auf 30 Punkte gespielt. In der Gruppenphase wurde auf 25 Punkte gespielt, in den Finalrunden auf 40 Punkte. Das Turnier hatte keine Schiedsrichter, die die einzelnen Spiele überwachen. Die Spieler müssen einander vertrauen und ihre Spielstände selbst eingeben. Über jedem Tisch gibt es eine Art Abakus, auf dem der Spieler nach Beendigung seiner Aufnahme den Spielstand anzeigen muss. Die Eingaben am Computer müssen die Spieler ebenfalls selbst vornehmen. Eine Shot clock gibt es nicht. Die US-Spieler (USBA-Mitglieder) erhielten Ranglistenpunkte.

## Preisgeldtabelle und Nationen
Folgende Preisgelder und Ranglistenpunkte (nur USBA-Spieler) werden vergeben:
| Platz                   | Preis- geld (US$) | Platz | Preis- geld (US$) |
| ----------------------- | ----------------- | ----- | ----------------- |
| 01                      | 8.000             | 11    | 550               |
| 02                      | 5.000             | 12    | 550               |
| 03                      | 4.000             | 13    | 500               |
| 04                      | 3.500             | 14    | 500               |
| 05                      | 2.700             | 15    | 450               |
| 06                      | 2.200             | 16    | 450               |
| 07                      | 1.700             | 17    | 425               |
| 08                      | 1.200             | 18    | 425               |
| 09                      | 1.000             | 19    | 400               |
| 10                      | 800               | 20    | 400               |
| Gesamtsumme: 34.750 US$ |                   |       |                   |

| Rang    | Punkte |
| ------- | ------ |
| 1.      | 80     |
| 2.      | 60     |
| 3.      | 50     |
| 4.      | 40     |
| 5. & 6. | 30     |
| 7. & 8. | 25     |
| 9.–12.  | 20     |
| 13.–16. | 15     |
| 17.–24  | 10     |
| 25.–32  | 05     |
| ≥ 33    | 03     |

| Ägypten (4)             | Belgien (8)    |
| Dänemark (11)           | Ecuador (2)    |
| Frankreich (2)          | Italien (1)    |
| Japan (1)               | Kambodscha (1) |
| Kolumbien (11)          | Mexiko (4)     |
| Niederlande (6)         | Schweden (1)   |
| Südkorea (1)            | Türkei (3)     |
| Vereinigte Staaten (42) |                |

## Vorrunde
In der ersten Runde wird auf 25 Punkte ohne Nachstoß gespielt. Die jeweiligen zwei Gruppenbesten kommen in die Hauptrunde. Zu den 32 Gruppenbesten kommen die sechs gesetzten Spieler und über eine Auktion bzw. Lotterie werden zwei weitere Spieler ermittelt. Aus diesen 20 Spielern werden vier Gruppen mit 10 Akteuren gebildet. Auch diese Gruppen werden im Round-Robin-System gespielt. Die ersten vier jeder Gruppe qualifizieren sich für die KO-Runde der letzten 16.
| MP    | Match Punkte (Sieger = 2; Unentschieden = 1; Verlierer = 0) |
| SV    | Satzverhältnis (nur bei Turnieren im Satzsystem)            |
| Pkte. | Erzielte Karambolagen                                       |
| Aufn. | benötigte Aufnahmen                                         |
| GD    | Generaldurchschnitt                                         |
| MGD   | Mannschafts-Generaldurchschnitt                             |
| BED   | Bester Einzeldurchschnitt eines Spielers                    |
| BEMD  | Bester Einzeldurchschnitt einer Mannschaft                  |
| BSD   | Bester Satzdurchschnitt eines Spielers                      |
| HS    | Höchstserie                                                 |
| WRP   | Weltranglistenpunkte                                        |

| Endklassement Gruppe A | Endklassement Gruppe A | Endklassement Gruppe A | Endklassement Gruppe A | Endklassement Gruppe A | Endklassement Gruppe A | Endklassement Gruppe A | Endklassement Gruppe A |
| Platz                  | Name                   | MP                     | Pkt.                   | Aufn.                  | GD                     | BED                    | HS                     |
| ---------------------- | ---------------------- | ---------------------- | ---------------------- | ---------------------- | ---------------------- | ---------------------- | ---------------------- |
| 1                      | Peter Ceulemans        | 10                     | 125                    | 83                     | 1,506                  | 1,923                  | 12                     |
| 2                      | Vinny Siemaszko        | 6                      | 107                    | 149                    | 0,718                  | 0,926                  | 6                      |
| 3                      | Jim Shovak             | 6                      | 88                     | 131                    | 0,672                  | 1,042                  | 6                      |
| 4                      | Armando Rodriguez      | 4                      | 90                     | 167                    | 0,539                  | 0,641                  | 4                      |
| 5                      | Rufino Perez           | 2                      | 89                     | 192                    | 0,464                  | 0,581                  | 4                      |
| 6                      | Joe D’Annunzio         | 2                      | 73                     | 170                    | 0,429                  | 0,521                  | 6                      |

| Endklassement Gruppe B | Endklassement Gruppe B | Endklassement Gruppe B | Endklassement Gruppe B | Endklassement Gruppe B | Endklassement Gruppe B | Endklassement Gruppe B | Endklassement Gruppe B |
| Platz                  | Name                   | MP                     | Pkt.                   | Aufn.                  | GD                     | BED                    | HS                     |
| ---------------------- | ---------------------- | ---------------------- | ---------------------- | ---------------------- | ---------------------- | ---------------------- | ---------------------- |
| 1                      | Young Gull Lee         | 8                      | 122                    | 116                    | 1,052                  | 1,563                  | 7                      |
| 2                      | Young Ha Choi          | 8                      | 111                    | 127                    | 0,874                  | 1,316                  | 9                      |
| 3                      | Peer Harpsoe           | 6                      | 95                     | 165                    | 0,576                  | 1,136                  | 8                      |
| 4                      | Jim Watson             | 4                      | 89                     | 146                    | 0,610                  | 0,714                  | 5                      |
| 5                      | Steve Kreditor         | 4                      | 86                     | 155                    | 0,555                  | 0,735                  | 5                      |
| 6                      | Olivia Lee             | 0                      | 62                     | 185                    | 0,353                  | ---                    | 3                      |

| Endklassement Gruppe C | Endklassement Gruppe C | Endklassement Gruppe C | Endklassement Gruppe C | Endklassement Gruppe C | Endklassement Gruppe C | Endklassement Gruppe C | Endklassement Gruppe C |
| Platz                  | Name                   | MP                     | Pkt.                   | Aufn.                  | GD                     | BED                    | HS                     |
| ---------------------- | ---------------------- | ---------------------- | ---------------------- | ---------------------- | ---------------------- | ---------------------- | ---------------------- |
| 1                      | Pedro Piedrabuena      | 8                      | 123                    | 94                     | 1,309                  | 1,667                  | 7                      |
| 2                      | Sruong Pheavy          | 6                      | 109                    | 137                    | 0,796                  | 1,471                  | 6                      |
| 3                      | Mercedes Gonzalez      | 6                      | 102                    | 156                    | 0,654                  | 1,136                  | 6                      |
| 4                      | Gerard ten Lohuis      | 6                      | 90                     | 141                    | 0,638                  | 0,806                  | 8                      |
| 5                      | Song Lim               | 4                      | 110                    | 154                    | 0,714                  | 1,316                  | 4                      |
| 6                      | Ismail El Habrouk      | 0                      | 61                     | 145                    | 0,421                  | ---                    | 7                      |

| Endklassement Gruppe D | Endklassement Gruppe D | Endklassement Gruppe D | Endklassement Gruppe D | Endklassement Gruppe D | Endklassement Gruppe D | Endklassement Gruppe D | Endklassement Gruppe D |
| Platz                  | Name                   | MP                     | Pkt.                   | Aufn.                  | GD                     | BED                    | HS                     |
| ---------------------- | ---------------------- | ---------------------- | ---------------------- | ---------------------- | ---------------------- | ---------------------- | ---------------------- |
| 1                      | Jose Juan Garcia       | 10                     | 125                    | 87                     | 1,437                  | 2,083                  | 9                      |
| 2                      | Carlos Palafox         | 8                      | 109                    | 109                    | 1,000                  | 1,667                  | 6                      |
| 3                      | Karina Jetten          | 4                      | 94                     | 116                    | 0,810                  | 0,962                  | 7                      |
| 4                      | Ronald van Geyt        | 4                      | 91                     | 153                    | 0,595                  | 0,758                  | 4                      |
| 5                      | Kyung Soo Yim          | 4                      | 82                     | 120                    | 0,683                  | 1,042                  | 8                      |
| 6                      | Tim Gorrebeeck         | 0                      | 55                     | 143                    | 0,385                  | ---                    | 5                      |

| Endklassement Gruppe E | Endklassement Gruppe E | Endklassement Gruppe E | Endklassement Gruppe E | Endklassement Gruppe E | Endklassement Gruppe E | Endklassement Gruppe E | Endklassement Gruppe E |
| Platz                  | Name                   | MP                     | Pkt.                   | Aufn.                  | GD                     | BED                    | HS                     |
| ---------------------- | ---------------------- | ---------------------- | ---------------------- | ---------------------- | ---------------------- | ---------------------- | ---------------------- |
| 1                      | Carlos Campino         | 10                     | 125                    | 114                    | 1,096                  | 1,471                  | 9                      |
| 2                      | Lars Dunch             | 8                      | 119                    | 111                    | 1,072                  | 1,389                  | 7                      |
| 3                      | Huberney Catano        | 6                      | 117                    | 107                    | 1,093                  | 1,250                  | 7                      |
| 4                      | Bert van Manen         | 4                      | 113                    | 107                    | 1,056                  | 1,316                  | 6                      |
| 5                      | Mike Chen              | 2                      | 50                     | 119                    | 0,420                  | 0,781                  | 4                      |
| 6                      | Kim Straarup           | 0                      | 62                     | 112                    | 0,554                  | ---                    | 7                      |

| Endklassement Gruppe F | Endklassement Gruppe F | Endklassement Gruppe F | Endklassement Gruppe F | Endklassement Gruppe F | Endklassement Gruppe F | Endklassement Gruppe F | Endklassement Gruppe F |
| Platz                  | Name                   | MP                     | Pkt.                   | Aufn.                  | GD                     | BED                    | HS                     |
| ---------------------- | ---------------------- | ---------------------- | ---------------------- | ---------------------- | ---------------------- | ---------------------- | ---------------------- |
| 1                      | Ira Lee                | 10                     | 125                    | 116                    | 1,078                  | 1,667                  | 8                      |
| 2                      | Therese Klompenhouwer  | 8                      | 115                    | 106                    | 1,085                  | 1,316                  | 9                      |
| 3                      | Namiko Hayashi         | 4                      | 108                    | 172                    | 0,628                  | 0,595                  | 6                      |
| 4                      | Roger Sequiro          | 4                      | 88                     | 162                    | 0,543                  | 0,781                  | 7                      |
| 5                      | Hyuk Yoon              | 2                      | 86                     | 191                    | 0,450                  | 0,424                  | 3                      |
| 6                      | Nam K Cho              | 2                      | 85                     | 194                    | 0,438                  | 0,521                  | 5                      |

| Endklassement Gruppe G | Endklassement Gruppe G | Endklassement Gruppe G | Endklassement Gruppe G | Endklassement Gruppe G | Endklassement Gruppe G | Endklassement Gruppe G | Endklassement Gruppe G |
| Platz                  | Name                   | MP                     | Pkt.                   | Aufn.                  | GD                     | BED                    | HS                     |
| ---------------------- | ---------------------- | ---------------------- | ---------------------- | ---------------------- | ---------------------- | ---------------------- | ---------------------- |
| 1                      | Luis Aveiga            | 10                     | 125                    | 102                    | 1,225                  | 1,471                  | 7                      |
| 2                      | Robinson Morales       | 8                      | 123                    | 96                     | 1,281                  | 1,786                  | 9                      |
| 3                      | Carlos Villegas        | 6                      | 109                    | 185                    | 0,589                  | 0,758                  | 6                      |
| 4                      | Don Sperber            | 4                      | 88                     | 166                    | 0,530                  | 0,500                  | 4                      |
| 5                      | John Bishop            | 2                      | 83                     | 171                    | 0,485                  | 0,532                  | 4                      |
| 6                      | John Tomassetti        | 0                      | 60                     | 197                    | 0,305                  | ---                    | 3                      |

| Endklassement Gruppe H | Endklassement Gruppe H | Endklassement Gruppe H | Endklassement Gruppe H | Endklassement Gruppe H | Endklassement Gruppe H | Endklassement Gruppe H | Endklassement Gruppe H |
| Platz                  | Name                   | MP                     | Pkt.                   | Aufn.                  | GD                     | BED                    | HS                     |
| ---------------------- | ---------------------- | ---------------------- | ---------------------- | ---------------------- | ---------------------- | ---------------------- | ---------------------- |
| 1                      | Hugo Patino            | 10                     | 125                    | 102                    | 1,225                  | 2,500                  | 9                      |
| 2                      | Harry Reyes            | 8                      | 123                    | 147                    | 0,837                  | 0,926                  | 6                      |
| 3                      | Vass Vassi             | 4                      | 98                     | 160                    | 0,613                  | 0,806                  | 5                      |
| 4                      | Sergio Tapia           | 4                      | 87                     | 146                    | 0,596                  | 0,694                  | 5                      |
| 5                      | Kaj Olsen              | 2                      | 101                    | 153                    | 0,660                  | 1,471                  | 6                      |
| 6                      | Raye Raskin            | 2                      | 78                     | 147                    | 0,531                  | 0,532                  | 5                      |

| Endklassement Gruppe I | Endklassement Gruppe I | Endklassement Gruppe I | Endklassement Gruppe I | Endklassement Gruppe I | Endklassement Gruppe I | Endklassement Gruppe I | Endklassement Gruppe I |
| Platz                  | Name                   | MP                     | Pkt.                   | Aufn.                  | GD                     | BED                    | HS                     |
| ---------------------- | ---------------------- | ---------------------- | ---------------------- | ---------------------- | ---------------------- | ---------------------- | ---------------------- |
| 1                      | Semih Saygıner         | 10                     | 125                    | 75                     | 1,667                  | 2,500                  | 9                      |
| 2                      | Wesley de Jaeger       | 8                      | 111                    | 94                     | 1,181                  | 1,786                  | 7                      |
| 3                      | Tae-Kyu Lee            | 6                      | 90                     | 108                    | 0,833                  | 1,190                  | 7                      |
| 4                      | Ricardo Carranco       | 4                      | 84                     | 90                     | 0,933                  | 1,136                  | 6                      |
| 5                      | Juan Uribe             | 2                      | 61                     | 101                    | 0,604                  | 1,389                  | 7                      |
| 6                      | Robert Raiford         | 0                      | 68                     | 112                    | 0,607                  | ---                    | 5                      |

| Endklassement Gruppe J | Endklassement Gruppe J | Endklassement Gruppe J | Endklassement Gruppe J | Endklassement Gruppe J | Endklassement Gruppe J | Endklassement Gruppe J | Endklassement Gruppe J |
| Platz                  | Name                   | MP                     | Pkt.                   | Aufn.                  | GD                     | BED                    | HS                     |
| ---------------------- | ---------------------- | ---------------------- | ---------------------- | ---------------------- | ---------------------- | ---------------------- | ---------------------- |
| 1                      | Alexander Salazar      | 10                     | 125                    | 100                    | 1,250                  | 2,273                  | 8                      |
| 2                      | Sameh Sidhom           | 8                      | 110                    | 69                     | 1,594                  | 2,778                  | 12                     |
| 3                      | Khalil Diab            | 6                      | 100                    | 127                    | 0,787                  | 0,862                  | 6                      |
| 4                      | John Cristiano         | 4                      | 88                     | 118                    | 0,746                  | 1,250                  | 5                      |
| 5                      | Christian Portilla     | 2                      | 102                    | 146                    | 0,699                  | 0,595                  | 5                      |
| 6                      | Tony Liberato          | 0                      | 62                     | 130                    | 0,477                  | ---                    | 4                      |

| Endklassement Gruppe K | Endklassement Gruppe K | Endklassement Gruppe K | Endklassement Gruppe K | Endklassement Gruppe K | Endklassement Gruppe K | Endklassement Gruppe K | Endklassement Gruppe K |
| Platz                  | Name                   | MP                     | Pkt.                   | Aufn.                  | GD                     | BED                    | HS                     |
| ---------------------- | ---------------------- | ---------------------- | ---------------------- | ---------------------- | ---------------------- | ---------------------- | ---------------------- |
| 1                      | Manuel Riano           | 8                      | 124                    | 143                    | 0,867                  | 1,000                  | 6                      |
| 2                      | Chris Bartzos          | 8                      | 120                    | 136                    | 0,882                  | 1,087                  | 8                      |
| 3                      | Ragay Henry            | 6                      | 116                    | 153                    | 0,758                  | 1,087                  | 4                      |
| 4                      | Lloyd Wallace          | 4                      | 109                    | 138                    | 0,790                  | 1,087                  | 5                      |
| 5                      | Eric Kwon              | 4                      | 109                    | 182                    | 0,599                  | 0,658                  | 3                      |
| 6                      | Kim Bengtsson          | 0                      | 59                     | 146                    | 0,404                  | ---                    | 3                      |

| Endklassement Gruppe L | Endklassement Gruppe L | Endklassement Gruppe L | Endklassement Gruppe L | Endklassement Gruppe L | Endklassement Gruppe L | Endklassement Gruppe L | Endklassement Gruppe L |
| Platz                  | Name                   | MP                     | Pkt.                   | Aufn.                  | GD                     | BED                    | HS                     |
| ---------------------- | ---------------------- | ---------------------- | ---------------------- | ---------------------- | ---------------------- | ---------------------- | ---------------------- |
| 1                      | Michael Kang           | 10                     | 125                    | 145                    | 0,862                  | 1,136                  | 7                      |
| 2                      | Michael Hansen         | 8                      | 120                    | 139                    | 0,863                  | 0,962                  | 9                      |
| 3                      | Brian Haff             | 6                      | 97                     | 157                    | 0,618                  | 0,893                  | 5                      |
| 4                      | Jerry Geist            | 4                      | 82                     | 190                    | 0,432                  | 0,510                  | 4                      |
| 5                      | Hugo Flores            | 2                      | 90                     | 206                    | 0,437                  | 0,676                  | 6                      |
| 6                      | George Hobson          | 0                      | 88                     | 194                    | 0,454                  | ---                    | 6                      |

| Endklassement Gruppe M | Endklassement Gruppe M | Endklassement Gruppe M | Endklassement Gruppe M | Endklassement Gruppe M | Endklassement Gruppe M | Endklassement Gruppe M | Endklassement Gruppe M |
| Platz                  | Name                   | MP                     | Pkt.                   | Aufn.                  | GD                     | BED                    | HS                     |
| ---------------------- | ---------------------- | ---------------------- | ---------------------- | ---------------------- | ---------------------- | ---------------------- | ---------------------- |
| 1                      | Andres Lizarazo        | 10                     | 125                    | 74                     | 1,689                  | 4,167                  | 12                     |
| 2                      | Tayfun Taşdemir        | 8                      | 102                    | 63                     | 1,619                  | 2,083                  | 8                      |
| 3                      | Philippe Malsert       | 6                      | 96                     | 122                    | 0,787                  | 1,042                  | 8                      |
| 4                      | Sang Jin Lee           | 4                      | 109                    | 122                    | 0,893                  | 1,042                  | 7                      |
| 5                      | Christian Andersen     | 2                      | 66                     | 143                    | 0,462                  | 0,581                  | 5                      |
| 6                      | Luca Tomassetti        | 0                      | 60                     | 139                    | 0,432                  | ---                    | 5                      |

| Endklassement Gruppe N | Endklassement Gruppe N | Endklassement Gruppe N | Endklassement Gruppe N | Endklassement Gruppe N | Endklassement Gruppe N | Endklassement Gruppe N | Endklassement Gruppe N |
| Platz                  | Name                   | MP                     | Pkt.                   | Aufn.                  | GD                     | BED                    | HS                     |
| ---------------------- | ---------------------- | ---------------------- | ---------------------- | ---------------------- | ---------------------- | ---------------------- | ---------------------- |
| 1                      | Murat Naci Çoklu       | 10                     | 125                    | 85                     | 1,471                  | 3,571                  | 10                     |
| 2                      | Dan Johansen           | 8                      | 116                    | 117                    | 0,991                  | 1,250                  | 7                      |
| 3                      | Joel Switala           | 6                      | 108                    | 169                    | 0,639                  | 0,694                  | 5                      |
| 4                      | Thomas Holmehoj        | 2                      | 98                     | 139                    | 0,705                  | 0,758                  | 7                      |
| 5                      | Arturo Herrera         | 2                      | 94                     | 138                    | 0,681                  | 0,962                  | 6                      |
| 6                      | Germy Rivera           | 2                      | 71                     | 142                    | 0,500                  | 0,658                  | 5                      |

| Endklassement Gruppe O | Endklassement Gruppe O | Endklassement Gruppe O | Endklassement Gruppe O | Endklassement Gruppe O | Endklassement Gruppe O | Endklassement Gruppe O | Endklassement Gruppe O |
| Platz                  | Name                   | MP                     | Pkt.                   | Aufn.                  | GD                     | BED                    | HS                     |
| ---------------------- | ---------------------- | ---------------------- | ---------------------- | ---------------------- | ---------------------- | ---------------------- | ---------------------- |
| 1                      | Roland Forthomme       | 10                     | 125                    | 92                     | 1,359                  | 1,667                  | 8                      |
| 2                      | Kurt Ceulemans         | 6                      | 117                    | 111                    | 1,054                  | 2,500                  | 6                      |
| 3                      | Martin Olesen          | 6                      | 116                    | 126                    | 0,921                  | 1,136                  | 7                      |
| 4                      | Mark An                | 6                      | 113                    | 133                    | 0,850                  | 1,926                  | 8                      |
| 5                      | Francisco Loiaza       | 2                      | 77                     | 139                    | 0,554                  | 0,439                  | 4                      |
| 6                      | Dionisio Cid           | 0                      | 79                     | 157                    | 0,503                  | ---                    | 5                      |

| Endklassement Gruppe P | Endklassement Gruppe P | Endklassement Gruppe P | Endklassement Gruppe P | Endklassement Gruppe P | Endklassement Gruppe P | Endklassement Gruppe P | Endklassement Gruppe P |
| Platz                  | Name                   | MP                     | Pkt.                   | Aufn.                  | GD                     | BED                    | HS                     |
| ---------------------- | ---------------------- | ---------------------- | ---------------------- | ---------------------- | ---------------------- | ---------------------- | ---------------------- |
| 1                      | Miguel Torres          | 8                      | 124                    | 133                    | 0,932                  | 2,273                  | 7                      |
| 2                      | Allan Jensen           | 8                      | 120                    | 127                    | 0,945                  | 1,563                  | 8                      |
| 3                      | William Oh             | 8                      | 119                    | 97                     | 1,227                  | 1,471                  | 10                     |
| 4                      | Charles DeLorme        | 4                      | 99                     | 163                    | 0,607                  | 0,641                  | 3                      |
| 5                      | Jordy de Kruijf        | 2                      | 90                     | 157                    | 0,573                  | 0,694                  | 4                      |
| 6                      | Pablo Flores           | 0                      | 51                     | 137                    | 0,372                  | ---                    | 5                      |

## Hauptrunde
Gespielt wird auf 35 Punkte ohne Nachstoß.
| Endklassement Gruppe 1 | Endklassement Gruppe 1 | Endklassement Gruppe 1 | Endklassement Gruppe 1 | Endklassement Gruppe 1 | Endklassement Gruppe 1 | Endklassement Gruppe 1 | Endklassement Gruppe 1 |
| Platz                  | Name                   | MP                     | Pkt.                   | Aufn.                  | GD                     | BED                    | HS                     |
| ---------------------- | ---------------------- | ---------------------- | ---------------------- | ---------------------- | ---------------------- | ---------------------- | ---------------------- |
| 1                      | Torbjörn Blomdahl      | 18                     | 315                    | 148                    | 2,128                  | 3,182                  | 12                     |
| 2                      | Jose Juan Garcia       | 14                     | 290                    | 218                    | 1,330                  | 2,500                  | 10                     |
| 3                      | Sameh Sidhom           | 14                     | 293                    | 224                    | 1,308                  | 2,059                  | 10                     |
| 4                      | Semih Saygıner         | 12                     | 298                    | 169                    | 1,763                  | 2,333                  | 10                     |
| 5                      | Carlos Campino         | 10                     | 261                    | 207                    | 1,261                  | 2,188                  | 9                      |
| 6                      | Harry Reyes            | 8                      | 255                    | 200                    | 1,275                  | 2,917                  | 13                     |
| 7                      | Luis Aveiga            | 6                      | 252                    | 193                    | 1,306                  | 2,333                  | 11                     |
| 8                      | Michael Hansen         | 4                      | 204                    | 241                    | 0,846                  | 1,167                  | 7                      |
| 9                      | Young Ha Choi          | 4                      | 181                    | 244                    | 0,742                  | 1,094                  | 7                      |
| 10                     | Jim Shovak             | 0                      | 122                    | 237                    | 0,515                  | ---                    | 5                      |

| Endklassement Gruppe 2 | Endklassement Gruppe 2 | Endklassement Gruppe 2 | Endklassement Gruppe 2 | Endklassement Gruppe 2 | Endklassement Gruppe 2 | Endklassement Gruppe 2 | Endklassement Gruppe 2 |
| Platz                  | Name                   | MP                     | Pkt.                   | Aufn.                  | GD                     | BED                    | HS                     |
| ---------------------- | ---------------------- | ---------------------- | ---------------------- | ---------------------- | ---------------------- | ---------------------- | ---------------------- |
| 1                      | Dick Jaspers           | 16                     | 312                    | 158                    | 1,975                  | 3,500                  | 10                     |
| 2                      | Roland Forthomme       | 14                     | 308                    | 189                    | 1,630                  | 3,889                  | 15                     |
| 3                      | Huberney Catano        | 14                     | 294                    | 204                    | 1,441                  | 2,188                  | 9                      |
| 4                      | Alexander Salazar      | 12                     | 288                    | 220                    | 1,309                  | 1,522                  | 15                     |
| 5                      | Robinson Morales       | 10                     | 264                    | 186                    | 1,419                  | 2,333                  | 15                     |
| 6                      | Peter Ceulemans        | 6                      | 249                    | 213                    | 1,169                  | 1,591                  | 7                      |
| 7                      | Wesley de Jaeger       | 6                      | 251                    | 242                    | 1,037                  | 1,522                  | 10                     |
| 8                      | Michael Kang           | 6                      | 229                    | 240                    | 0,954                  | 1,400                  | 7                      |
| 9                      | Carlos Palafox         | 6                      | 241                    | 254                    | 0,949                  | 1,061                  | 8                      |
| 10                     | Chris Bartzos          | 0                      | 184                    | 225                    | 0,818                  | ---                    | 6                      |

| Endklassement Gruppe 3 | Endklassement Gruppe 3 | Endklassement Gruppe 3 | Endklassement Gruppe 3 | Endklassement Gruppe 3 | Endklassement Gruppe 3 | Endklassement Gruppe 3 | Endklassement Gruppe 3 |
| Platz                  | Name                   | MP                     | Pkt.                   | Aufn.                  | GD                     | BED                    | HS                     |
| ---------------------- | ---------------------- | ---------------------- | ---------------------- | ---------------------- | ---------------------- | ---------------------- | ---------------------- |
| 1                      | Murat Naci Çoklu       | 16                     | 308                    | 180                    | 1,711                  | 2,333                  | 16                     |
| 2                      | Tayfun Taşdemir        | 16                     | 299                    | 178                    | 1,680                  | 2,889                  | 15                     |
| 3                      | Lars Dunch             | 12                     | 281                    | 210                    | 1,338                  | 1,842                  | 11                     |
| 4                      | Eddy Merckx            | 10                     | 279                    | 151                    | 1,848                  | 3,500                  | 19                     |
| 5                      | Raymond Ceulemans      | 10                     | 295                    | 233                    | 1,266                  | 2,917                  | 13                     |
| 6                      | Therese Klompenhouwer  | 10                     | 276                    | 271                    | 1,018                  | 1,750                  | 9                      |
| 7                      | Young Gull Lee         | 8                      | 228                    | 285                    | 0,800                  | 1,129                  | 9                      |
| 8                      | Miguel Torres          | 6                      | 279                    | 250                    | 1,116                  | 1,167                  | 9                      |
| 9                      | Vinny Siemaszko        | 2                      | 148                    | 281                    | 0,527                  | 0,593                  | 6                      |
| 10                     | Ira Lee                | 2                      | 165                    | 244                    | 0,676                  | ---                    | 6                      |

| Endklassement Gruppe 4 | Endklassement Gruppe 4 | Endklassement Gruppe 4 | Endklassement Gruppe 4 | Endklassement Gruppe 4 | Endklassement Gruppe 4 | Endklassement Gruppe 4 | Endklassement Gruppe 4 |
| Platz                  | Name                   | MP                     | Pkt.                   | Aufn.                  | GD                     | BED                    | HS                     |
| ---------------------- | ---------------------- | ---------------------- | ---------------------- | ---------------------- | ---------------------- | ---------------------- | ---------------------- |
| 1                      | Frédéric Caudron       | 18                     | 280                    | 133                    | 2,105                  | 2,692                  | 17                     |
| 2                      | Marco Zanetti          | 14                     | 274                    | 122                    | 2,246                  | 3,889                  | 17                     |
| 3                      | Pedro Piedrobuena      | 12                     | 245                    | 151                    | 1,623                  | 2,188                  | 11                     |
| 4                      | Andres Lizarazo        | 12                     | 236                    | 185                    | 1,276                  | 1,944                  | 12                     |
| 5                      | William Oh             | 10                     | 231                    | 186                    | 1,242                  | 1,842                  | 12                     |
| 6                      | Hugo Patino            | 10                     | 203                    | 169                    | 1,201                  | 1,750                  | 8                      |
| 7                      | Kurt Ceulemans         | 8                      | 223                    | 173                    | 1,289                  | 1,591                  | 15                     |
| 8                      | Dan Johansen           | 4                      | 189                    | 205                    | 0,922                  | 0,814                  | 8                      |
| 9                      | Sroung Pheavy          | 2                      | 173                    | 197                    | 0,878                  | ---                    | 7                      |
| 10                     | Manuel Riano           | 0                      | ---                    | ---                    | ---                    | ---                    | -                      |

## Finalrunde
Im Folgenden ist der Turnierbaum der Finalrunde aufgelistet. Alle Plätze wurden ausgespielt.
|  | Achtelfinale 40 Points | Achtelfinale 40 Points | Achtelfinale 40 Points | Achtelfinale 40 Points | Achtelfinale 40 Points | Achtelfinale 40 Points |                   |                  | Viertelfinale 40 Points | Viertelfinale 40 Points | Viertelfinale 40 Points | Viertelfinale 40 Points | Viertelfinale 40 Points | Viertelfinale 40 Points |       |       | Halbfinale 40 Points | Halbfinale 40 Points | Halbfinale 40 Points | Halbfinale 40 Points | Halbfinale 40 Points | Halbfinale 40 Points |  |  | Finale 40 Points | Finale 40 Points | Finale 40 Points | Finale 40 Points | Finale 40 Points | Finale 40 Points |
|  |                        |                        |                        |                        |                        |                        |                   |                  |                         |                         |                         |                         |                         |                         |       |       |                      |                      |                      |                      |                      |                      |  |  |                  |                  |                  |                  |                  |                  |
|  |                        | Pkt.                   | Aufn.                  | ED                     | HS                     | MP                     |                   |                  |                         |                         |                         |                         |                         |                         |       |       |                      |                      |                      |                      |                      |                      |  |  |                  |                  |                  |                  |                  |                  |
|  |                        | Pkt.                   | Aufn.                  | ED                     | HS                     | MP                     |                   |                  |                         |                         |                         |                         |                         |                         |       |       |                      |                      |                      |                      |                      |                      |  |  |                  |                  |                  |                  |                  |                  |
|  | Torbjörn Blomdahl      | 40                     | 18                     | 2,222                  | 6                      | 2                      |                   |                  |                         |                         |                         |                         |                         |                         |       |       |                      |                      |                      |                      |                      |                      |  |  |                  |                  |                  |                  |                  |                  |
|  | Torbjörn Blomdahl      | 40                     | 18                     | 2,222                  | 6                      | 2                      |                   | Pkt.             | Aufn.                   | ED                      | HS                      | MP                      |                         |                         |       |       |                      |                      |                      |                      |                      |                      |  |  |                  |                  |                  |                  |                  |                  |
|  | Eddy Merckx            | 30                     | 17                     | 1,765                  | 6                      | 0                      |                   | Pkt.             | Aufn.                   | ED                      | HS                      | MP                      |                         |                         |       |       |                      |                      |                      |                      |                      |                      |  |  |                  |                  |                  |                  |                  |                  |
|  | Eddy Merckx            | 30                     | 17                     | 1,765                  | 6                      | 0                      | Torbjörn Blomdahl | 40               | 21                      | 1,905                   | 7                       | 2                       |                         |                         |       |       |                      |                      |                      |                      |                      |                      |  |  |                  |                  |                  |                  |                  |                  |
|  |                        | Pkt.                   | Aufn.                  | ED                     | HS                     | MP                     | Torbjörn Blomdahl | 40               | 21                      | 1,905                   | 7                       | 2                       |                         |                         |       |       |                      |                      |                      |                      |                      |                      |  |  |                  |                  |                  |                  |                  |                  |
|  |                        | Pkt.                   | Aufn.                  | ED                     | HS                     | MP                     |                   | Huberney Catano  | 21                      | 20                      | 1,050                   | 6                       | 0                       |                         |       |       |                      |                      |                      |                      |                      |                      |  |  |                  |                  |                  |                  |                  |                  |
|  | Huberney Catano        | 40                     | 26                     | 1,538                  | 9                      | 2                      |                   | Huberney Catano  | 21                      | 20                      | 1,050                   | 6                       | 0                       |                         |       |       |                      |                      |                      |                      |                      |                      |  |  |                  |                  |                  |                  |                  |                  |
|  | Huberney Catano        | 40                     | 26                     | 1,538                  | 9                      | 2                      |                   |                  |                         |                         |                         |                         |                         | Pkt.                    | Aufn. | ED    | HS                   | MP                   |                      |                      |                      |                      |  |  |                  |                  |                  |                  |                  |                  |
|  | Jose Juan Garcia       | 31                     | 25                     | 1,240                  | 4                      | 0                      |                   |                  |                         |                         |                         |                         |                         | Pkt.                    | Aufn. | ED    | HS                   | MP                   |                      |                      |                      |                      |  |  |                  |                  |                  |                  |                  |                  |
|  | Jose Juan Garcia       | 31                     | 25                     | 1,240                  | 4                      | 0                      | Torbjörn Blomdahl | 32               | 13                      | 2,462                   | 12                      | 0                       |                         |                         |       |       |                      |                      |                      |                      |                      |                      |  |  |                  |                  |                  |                  |                  |                  |
|  |                        | Pkt.                   | Aufn.                  | ED                     | HS                     | MP                     | Torbjörn Blomdahl | 32               | 13                      | 2,462                   | 12                      | 0                       |                         |                         |       |       |                      |                      |                      |                      |                      |                      |  |  |                  |                  |                  |                  |                  |                  |
|  |                        | Pkt.                   | Aufn.                  | ED                     | HS                     | MP                     |                   | Tayfun Taşdemir  | 40                      | 14                      | 2,875                   | 7                       | 2                       |                         |       |       |                      |                      |                      |                      |                      |                      |  |  |                  |                  |                  |                  |                  |                  |
|  | Tayfun Taşdemir        | 40                     | 37                     | 1,081                  | 9                      | 2                      |                   | Tayfun Taşdemir  | 40                      | 14                      | 2,875                   | 7                       | 2                       |                         |       |       |                      |                      |                      |                      |                      |                      |  |  |                  |                  |                  |                  |                  |                  |
|  | Tayfun Taşdemir        | 40                     | 37                     | 1,081                  | 9                      | 2                      |                   | Pkt.             | Aufn.                   | ED                      | HS                      | MP                      |                         |                         |       |       |                      |                      |                      |                      |                      |                      |  |  |                  |                  |                  |                  |                  |                  |
|  | Lars Dunch             | 35                     | 36                     | 0,972                  | 4                      | 0                      |                   | Pkt.             | Aufn.                   | ED                      | HS                      | MP                      |                         |                         |       |       |                      |                      |                      |                      |                      |                      |  |  |                  |                  |                  |                  |                  |                  |
|  | Lars Dunch             | 35                     | 36                     | 0,972                  | 4                      | 0                      | Tayfun Taşdemir   | 40               | 18                      | 2,222                   | 8                       | 2                       |                         |                         |       |       |                      |                      |                      |                      |                      |                      |  |  |                  |                  |                  |                  |                  |                  |
|  |                        | Pkt.                   | Aufn.                  | ED                     | HS                     | MP                     | Tayfun Taşdemir   | 40               | 18                      | 2,222                   | 8                       | 2                       |                         |                         |       |       |                      |                      |                      |                      |                      |                      |  |  |                  |                  |                  |                  |                  |                  |
|  |                        | Pkt.                   | Aufn.                  | ED                     | HS                     | MP                     |                   | Murat Naci Çoklu | 28                      | 18                      | 1,556                   | 7                       | 0                       |                         |       |       |                      |                      |                      |                      |                      |                      |  |  |                  |                  |                  |                  |                  |                  |
|  | Semih Saygıner         | 36                     | 17                     | 2,118                  | 7                      | 0                      |                   | Murat Naci Çoklu | 28                      | 18                      | 1,556                   | 7                       | 0                       |                         |       |       |                      |                      |                      |                      |                      |                      |  |  |                  |                  |                  |                  |                  |                  |
|  | Semih Saygıner         | 36                     | 17                     | 2,118                  | 7                      | 0                      |                   |                  |                         |                         |                         |                         |                         |                         | Pkt.  | Aufn. | ED                   | HS                   | MP                   |                      |                      |                      |  |  |                  |                  |                  |                  |                  |                  |
|  | Murat Naci Çoklu       | 40                     | 18                     | 2,222                  | 13                     | 2                      |                   |                  |                         |                         |                         |                         |                         |                         | Pkt.  | Aufn. | ED                   | HS                   | MP                   |                      |                      |                      |  |  |                  |                  |                  |                  |                  |                  |
|  | Murat Naci Çoklu       | 40                     | 18                     | 2,222                  | 13                     | 2                      | Tayfun Taşdemir   | 33               | 13                      | 2,538                   | 8                       | 0                       |                         |                         |       |       |                      |                      |                      |                      |                      |                      |  |  |                  |                  |                  |                  |                  |                  |
|  |                        | Pkt.                   | Aufn.                  | ED                     | HS                     | MP                     | Tayfun Taşdemir   | 33               | 13                      | 2,538                   | 8                       | 0                       |                         |                         |       |       |                      |                      |                      |                      |                      |                      |  |  |                  |                  |                  |                  |                  |                  |
|  |                        | Pkt.                   | Aufn.                  | ED                     | HS                     | MP                     |                   | Dick Jaspers     | 40                      | 13                      | 3,077                   | 15                      | 2                       |                         |       |       |                      |                      |                      |                      |                      |                      |  |  |                  |                  |                  |                  |                  |                  |
|  | Dick Jaspers           | 40                     | 22                     | 1,818                  | 8                      | 2                      |                   | Dick Jaspers     | 40                      | 13                      | 3,077                   | 15                      | 2                       |                         |       |       |                      |                      |                      |                      |                      |                      |  |  |                  |                  |                  |                  |                  |                  |
|  | Dick Jaspers           | 40                     | 22                     | 1,818                  | 8                      | 2                      |                   | Pkt.             | Aufn.                   | ED                      | HS                      | MP                      |                         |                         |       |       |                      |                      |                      |                      |                      |                      |  |  |                  |                  |                  |                  |                  |                  |
|  | Alexander Salazar      | 24                     | 22                     | 1,091                  | 3                      | 0                      |                   | Pkt.             | Aufn.                   | ED                      | HS                      | MP                      |                         |                         |       |       |                      |                      |                      |                      |                      |                      |  |  |                  |                  |                  |                  |                  |                  |
|  | Alexander Salazar      | 24                     | 22                     | 1,091                  | 3                      | 0                      | Dick Jaspers      | 40               | 16                      | 2,500                   | 7                       | 2                       |                         |                         |       |       |                      |                      |                      |                      |                      |                      |  |  |                  |                  |                  |                  |                  |                  |
|  |                        | Pkt.                   | Aufn.                  | ED                     | HS                     | MP                     | Dick Jaspers      | 40               | 16                      | 2,500                   | 7                       | 2                       |                         |                         |       |       |                      |                      |                      |                      |                      |                      |  |  |                  |                  |                  |                  |                  |                  |
|  |                        | Pkt.                   | Aufn.                  | ED                     | HS                     | MP                     |                   | Marco Zanetti    | 26                      | 15                      | 1,733                   | 5                       | 0                       |                         |       |       |                      |                      |                      |                      |                      |                      |  |  |                  |                  |                  |                  |                  |                  |
|  | Pedro Piedrobuena      | 37                     | 25                     | 1,480                  | 6                      | 0                      |                   | Marco Zanetti    | 26                      | 15                      | 1,733                   | 5                       | 0                       |                         |       |       |                      |                      |                      |                      |                      |                      |  |  |                  |                  |                  |                  |                  |                  |
|  | Pedro Piedrobuena      | 37                     | 25                     | 1,480                  | 6                      | 0                      |                   |                  |                         |                         |                         |                         |                         | Pkt.                    | Aufn. | ED    | HS                   | MP                   |                      |                      |                      |                      |  |  |                  |                  |                  |                  |                  |                  |
|  | Marco Zanetti          | 40                     | 26                     | 1,538                  | 8                      | 2                      |                   |                  |                         |                         |                         |                         |                         | Pkt.                    | Aufn. | ED    | HS                   | MP                   |                      |                      |                      |                      |  |  |                  |                  |                  |                  |                  |                  |
|  | Marco Zanetti          | 40                     | 26                     | 1,538                  | 8                      | 2                      | Dick Jaspers      | 40               | 16                      | 2,500                   | 11                      | 2                       |                         |                         |       |       |                      |                      |                      |                      |                      |                      |  |  |                  |                  |                  |                  |                  |                  |
|  |                        | Pkt.                   | Aufn.                  | ED                     | HS                     | MP                     | Dick Jaspers      | 40               | 16                      | 2,500                   | 11                      | 2                       |                         |                         |       |       |                      |                      |                      |                      |                      |                      |  |  |                  |                  |                  |                  |                  |                  |
|  |                        | Pkt.                   | Aufn.                  | ED                     | HS                     | MP                     |                   | Frédéric Caudron | 21                      | 15                      | 1,400                   | 6                       | 0                       |                         |       |       |                      |                      |                      |                      |                      |                      |  |  |                  |                  |                  |                  |                  |                  |
|  | Roland Forthomme       | 36                     | 20                     | 1,800                  | 7                      | 0                      |                   | Frédéric Caudron | 21                      | 15                      | 1,400                   | 6                       | 0                       |                         |       |       |                      |                      |                      |                      |                      |                      |  |  |                  |                  |                  |                  |                  |                  |
|  | Roland Forthomme       | 36                     | 20                     | 1,800                  | 7                      | 0                      |                   | Pkt.             | Aufn.                   | ED                      | HS                      | MP                      |                         |                         |       |       |                      |                      |                      |                      |                      |                      |  |  |                  |                  |                  |                  |                  |                  |
|  | Sameh Sidhom           | 40                     | 21                     | 1,905                  | 7                      | 2                      |                   | Pkt.             | Aufn.                   | ED                      | HS                      | MP                      |                         |                         |       |       |                      |                      |                      |                      |                      |                      |  |  |                  |                  |                  |                  |                  |                  |
|  | Sameh Sidhom           | 40                     | 21                     | 1,905                  | 7                      | 2                      | Sameh Sidhom      | 37               | 21                      | 1,762                   | 7                       | 0                       |                         |                         |       |       |                      |                      |                      |                      |                      |                      |  |  |                  |                  |                  |                  |                  |                  |
|  |                        | Pkt.                   | Aufn.                  | ED                     | HS                     | MP                     | Sameh Sidhom      | 37               | 21                      | 1,762                   | 7                       | 0                       |                         |                         |       |       |                      |                      |                      |                      |                      |                      |  |  |                  |                  |                  |                  |                  |                  |
|  |                        | Pkt.                   | Aufn.                  | ED                     | HS                     | MP                     |                   | Frédéric Caudron | 40                      | 22                      | 1,818                   | 7                       | 2                       |                         |       |       |                      |                      |                      |                      |                      |                      |  |  |                  |                  |                  |                  |                  |                  |
|  | Andres Lizarazo        | 38                     | 33                     | 1,152                  | 5                      | 0                      |                   | Frédéric Caudron | 40                      | 22                      | 1,818                   | 7                       | 2                       |                         |       |       |                      |                      |                      |                      |                      |                      |  |  |                  |                  |                  |                  |                  |                  |
|  | Andres Lizarazo        | 38                     | 33                     | 1,152                  | 5                      | 0                      |                   |                  |                         |                         |                         |                         |                         |                         |       |       |                      |                      |                      |                      |                      |                      |  |  |                  |                  |                  |                  |                  |                  |
|  | Frédéric Caudron       | 40                     | 33                     | 1,212                  | 8                      | 2                      |                   |                  |                         |                         |                         |                         |                         |                         |       |       |                      |                      |                      |                      |                      |                      |  |  |                  |                  |                  |                  |                  |                  |
|  | Frédéric Caudron       | 40                     | 33                     | 1,212                  | 8                      | 2                      |                   |                  |                         |                         |                         |                         |                         |                         |       |       |                      |                      |                      |                      |                      |                      |  |  |                  |                  |                  |                  |                  |                  |

### Spiele um Plätze 3–16

#### Spiel um Platz 3
|  | Spiel um Platz 3 |                   |    |
|  |                  |                   |    |
|  |                  |                   |    |
|  |                  | Torbjörn Blomdahl | 17 |
|  |                  | Frédéric Caudron  | 40 |

#### Spiele um Plätze 5–8
| Spiel | Spieler 1       | Erg.  | Spieler 2        |
| ----- | --------------- | ----- | ---------------- |
| 1     | Huberney Catano | 40:18 | Murat Naci Çoklu |
| 2     | Marco Zanetti   | 40:33 | Sameh Sidhom     |

|  | Spiel um Platz 5 (Sieger) |                 |    |
|  |                           |                 |    |
|  |                           |                 |    |
|  |                           | Huberney Catano | 20 |
|  |                           | Marco Zanetti   | 40 |

|  | Spiel um Platz 7 (Verlierer) |                  |    |
|  |                              |                  |    |
|  |                              |                  |    |
|  |                              | Murat Naci Çoklu | 19 |
|  |                              | Sameh Sidhom     | 40 |

#### Spiele um die Plätze 9–16
| Viertelfinale                         |                   |       |                   |
| Spiel                                 | Spieler 1         | Erg.  | Spieler 2         |
| 1                                     | Eddy Merckx       | 21:40 | Jose Juan Garcia  |
| 2                                     | Lars Dunch        | 31:40 | Semih Saygıner    |
| 3                                     | Alexander Salazar | 27:40 | Pedro Piedrabuena |
| 4                                     | Roland Forthomme  | 37:40 | Andres Lizarazo   |
| Halbfinale (Sieger aus Viertelfinale) |                   |       |                   |
| Spiel                                 | Spieler 1         | Erg.  | Spieler 2         |
| 1                                     | Jose Juan Garcia  | 26:40 | Semih Saygıner    |
| 2                                     | Pedro Piedrabuena | 40:29 | Andres Lizarazo   |

|  | Spiel um Platz 9 (Sieger) |                   |    |
|  |                           |                   |    |
|  |                           |                   |    |
|  |                           | Semih Saygıner    | 38 |
|  |                           | Pedro Piedrabuena | 40 |

|  | Spiel um Platz 11 (Verlierer) |                  |    |
|  |                               |                  |    |
|  |                               |                  |    |
|  |                               | Jose Juan Garcia | 22 |
|  |                               | Andres Lizarazo  | 40 |

| Spiel | Spieler 1         | Erg.  | Spieler 2        |
| ----- | ----------------- | ----- | ---------------- |
| 1     | Eddy Merckx       | 40:22 | Lars Dunch       |
| 2     | Alexander Salazar | 16:40 | Roland Forthomme |

|  | Spiel um Platz 13 (Sieger) |                  |    |
|  |                            |                  |    |
|  |                            |                  |    |
|  |                            | Eddy Merckx      | 21 |
|  |                            | Roland Forthomme | 40 |

|  | Spiel um Platz 15 (Verlierer) |                   |    |
|  |                               |                   |    |
|  |                               |                   |    |
|  |                               | Lars Dunch        | 31 |
|  |                               | Alexander Salazar | 40 |

## Abschlusstabelle
Aus Gründen der Übersichtlichkeit werden hier nur die Plätze der Finalrunde dargestellt.
| Endklassement | Endklassement | Endklassement     | Endklassement | Endklassement | Endklassement | Endklassement | Endklassement | Endklassement |
| Phase         | Platz         | Name              | MP            | Pkt.          | Aufn.         | GD            | BED           | HS            |
| ------------- | ------------- | ----------------- | ------------- | ------------- | ------------- | ------------- | ------------- | ------------- |
| Finale        | 1             | Dick Jaspers      | 24            | 472           | 225           | 2,097         | 3,500         | 15            |
| Finale        | 2             | Tayfun Taşdemir   | 30            | 554           | 323           | 1,715         | 2,889         | 15            |
| Finale        | 3             | Frédéric Caudron  | 26            | 421           | 218           | 1,931         | 2,692         | 17            |
| Finale        | 4             | Torbjörn Blomdahl | 22            | 444           | 214           | 2,074         | 3,182         | 12            |
| Finale        | 5             | Marco Zanetti     | 20            | 420           | 205           | 2,048         | 3,889         | 17            |
| Finale        | 6             | Huberney Catano   | 24            | 532           | 394           | 1,350         | 2,188         | 9             |
| Finale        | 7             | Sameh Sidhom      | 26            | 553           | 380           | 1,455         | 2,778         | 12            |
| Finale        | 8             | Murat Naci Çoklu  | 28            | 533           | 340           | 1,567         | 3,571         | 16            |
| Play- offs    | 9             | Pedro Piedrabuena | 26            | 525           | 343           | 1,530         | 2,188         | 11            |
| Play- offs    | 10            | Semih Saygıner    | 26            | 577           | 315           | 1,831         | 3,077         | 16            |
| Play- offs    | 11            | Andres Lizarazo   | 26            | 509           | 380           | 1,336         | 4,167         | 12            |
| Play- offs    | 12            | Jose Juan Garcia  | 26            | 534           | 387           | 1,379         | 2,500         | 12            |
| Play- offs    | 13            | Roland Forthomme  | 28            | 586           | 372           | 1,575         | 3,889         | 15            |
| Play- offs    | 14            | Eddy Merckx       | 12            | 391           | 231           | 1,692         | 3,500         | 19            |
| Play- offs    | 15            | Alexander Salazar | 24            | 520           | 411           | 1,265         | 2,273         | 15            |
| Play- offs    | 16            | Lars Dunch        | 20            | 519           | 429           | 1,209         | 1,842         | 11            |